# Fritz Suhren
Fritz Suhren (Varel, Reino de Sajonia, Alemania; 10 de junio de 1908 – 12 de junio de 1950) fue un Oficial de la SS nazi, participante activo del Holocausto judío durante la Segunda Guerra Mundial.

## Biografía

### Servicio en las SS
Suhren ingresó al mismo tiempo en el Partido Nazi y la Sturmabteilung (SA) en 1928. No obstante, en 1931 abandonó la SA y se integró en la Schutzstaffel (SS), haciéndose miembro a tiempo completo de la SS a partir de 1934.
Trabajó en el campo de concentración de Sachsenhausen entre 1941 y 1942. En mayo de 1942, siendo Lagerführer (vicecomandante del campo) de Sachsenhausen, dirigió en persona el ahorcamiento de un prisionero, después de ordenar a otro interno que ahorcara él mismo al condenado.

### Ravensbrück
El 20 de agosto de 1942 fue nombrado comandante del campo de concentración de Ravensbrück para mujeres, cargo que ocupó hasta abril de 1945, a la llegada de tropas aliadas. Desde el momento en que se hizo cargo del campo, su política fue la exterminación de los prisioneros haciéndoles trabajar lo máximo posible y alimentándolos lo mínimo posible.
Como comandante de Ravensbrück, Suhren debía proporcionar prisioneros al Dr. Karl Gebhardt para experimentación, algo a lo que Suhren se opuso inicialmente, protestando incluso a la Oficina Central de Seguridad del Reich, porque argumentaba que buena parte de sus presioneros eran presos políticos. Tras las resistencias iniciales, fue forzado a suministrar prisioneros y disculparse ante Gebhardt. Más adelante Suhren declaró que había sido testigo de experimentos que incluyeron la exposición de las mujeres a altos niveles de rayos X con el fin de lograr la esterilización.
El 18 de julio de 1944, la agente secreta británica Odette Samson llegó como prisionera al campo y fue retenida como "privilegiada" por Suhren, quien tenía intereses personales en ella, ya que creía que era la sobrina del primer ministro británico, Winston Churchill. En noviembre de 1944, fue construida una cámara de gas en Ravensbrück y se iniciaron las operaciones de exterminio del personal del penal, siendo reemplazado el fusilamiento de prisioneros por el gaseamiento, que era dirigido por los oficiales de la SS Johann Schwarzhuber y Adolf Winklemann, quienes acababan de llegar de Auschwitz. Se estiman entre 2.200 y 2.300 los prisioneros asesinados en la cámara de gas por órdenes de Suhren. 

### Rendición y ejecución
Al finalizar la guerra, Suhren condujo en su Mercedes Benz, a Odette Samson, fuera del campo, le entregó su revólver y se entregaron a tropas estadounidenses, en la creencia de obtener un buen trato por haber entregado a la que él creía sobrina de Churchill. Días después, tropas soviéticas liberaron el campo de Ravensbrück, donde encontraron cerca de 3.500 prisioneros en condiciones deplorables. Incluso en los momentos finales de la contienda, Suhren se había opuesto a que los presos restantes fueran entregados a la Cruz Roja escandinava.
Suhren, no obstante, fue presentado en el juicio de Ravensbrück y condenado a muerte, siendo ejecutado en la horca por los franceses en junio de 1950.